# 蘇瓦尼 (肯塔基州)
蘇瓦尼（英語：Suwanee）是位於美國肯塔基州萊昂縣的一個非建制地區。

## 地理
蘇瓦尼所處的海拔為高於海平面132米（即433英呎），而該地所採用的時區為UTC-6，即北美中部時區（CST）。同時該地設有夏令時間，為UTC-6調快一小時，即UTC-5（CDT）。